# Farhad Showghi

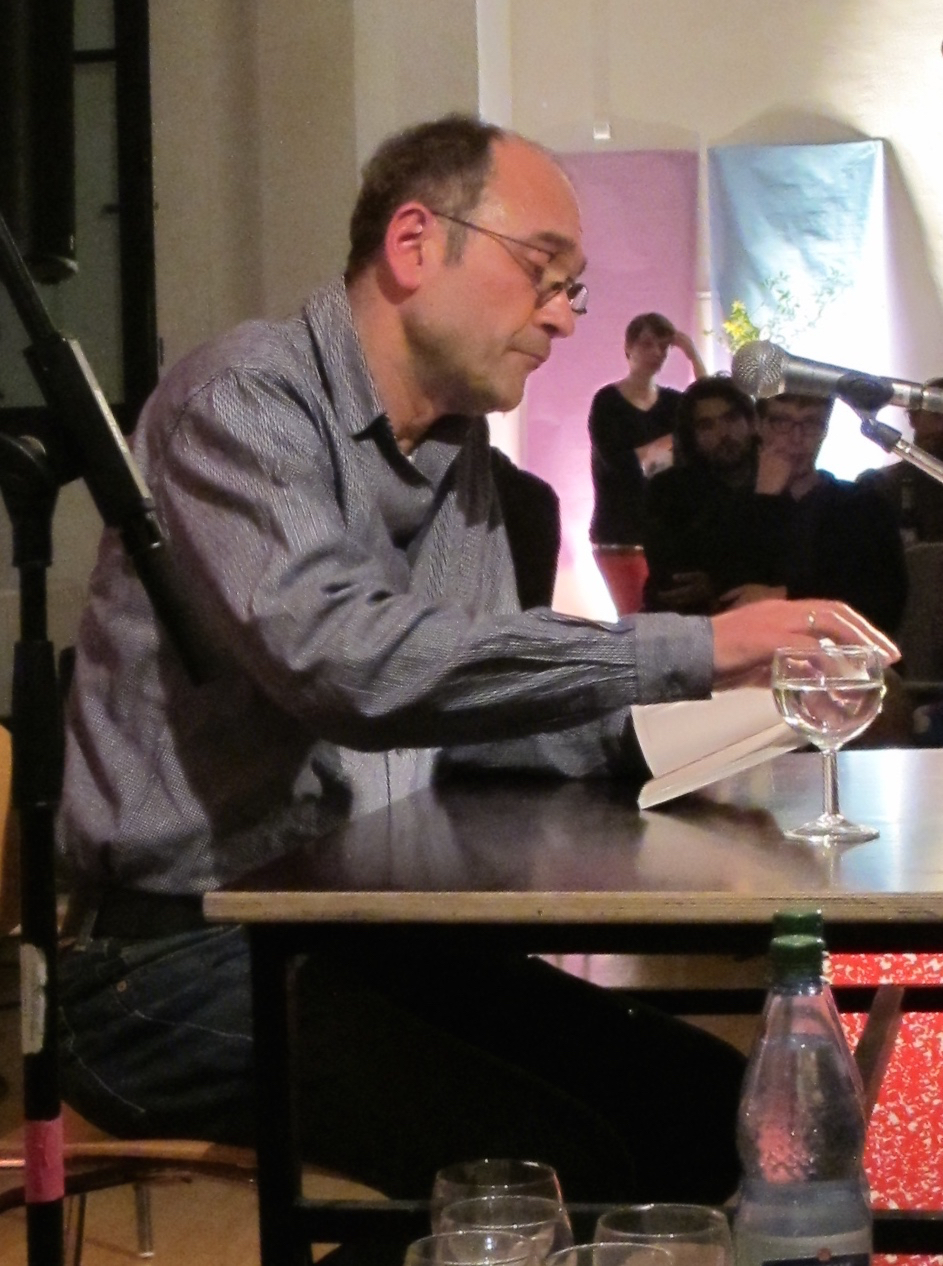
Farhad Showghi liest auf der Leipziger Buchmesse 2014 bei der Veranstaltung Teil der Bewegung

Farhad Showghi (* 4. Juni 1961 in Prag) ist ein deutscher Arzt und Schriftsteller.

## Leben
Showghi wurde als Sohn einer deutschen Mutter und eines iranischen Vaters in Prag geboren. Er lebte bis zu seinem zweiten Lebensjahr in der Tschechoslowakei, danach bis 1966 in der Bundesrepublik Deutschland. Anschließend übersiedelte er mit seinem Vater in den Iran. Dort besuchte er eine deutsche Schule. Im Jahre 1978 kehrte er nach Deutschland zurück und studierte an der Universität Erlangen-Nürnberg Medizin. Showghi promovierte 1992 zum Doktor der Medizin.
Seit 1989 lebt er in Hamburg, wo er als Psychiater tätig ist. Er ist Verfasser von Prosatexten und Gedichten in deutscher Sprache und übersetzt aus dem Persischen.
Der 2014 in den USA erschienene Gedichtband End of the City Map, Burning Deck, kam in der Übersetzung von Rosmarie Waldrop in die Shortlist des Best Translated Book Award 2015.
Showghi ist Mitglied im PEN-Zentrum Deutschland und der Freien Akademie der Künste und Mitgründer des PEN Berlin.

## Werke
- Die Sekunde ist eine bewohnbare Provinz, Erlangen 1987
- Krankheits- und Behandlungswissen bei Patienten mit endogenen Psychosen, Erlangen 1992
- Die Walnußmaske, durch die ich mich träumend aß, Hamburg 1998
- Heimaten, Göttingen 2001 (zusammen mit Lutz Seiler und Anne Duden)
- Ende des Stadtplans, Basel 2003
- Die große Entfernung, Weil am Rhein 2008
- In verbrachter Zeit, kookbooks, Berlin 2014
- Wolkenflug spielt Zerreißprobe, kookbooks, Berlin 2017
- Anlegestellen für Helligkeiten, kookbooks, Berlin 2021
- Ende des Stadtplans / Die große Entfernung, Neuausgabe der Prosagedichte, Urs Engeler Verlag, Schupfart 2022

## Übersetzungen
- Ahmad Schamlou: Blaues Lied, Basel 2002

## Auszeichnungen
- 1988: Kulturförderpreis für Literatur der Stadt Erlangen
- 1992 und 2002: Förderpreis für Literatur der Stadt Hamburg
- 1995: Förderpreis für literarische Übersetzungen der Stadt Hamburg
- 1998: Literaturpreis der Irmgard-Heilmann-Stiftung,
- 2000: Stipendium der Stiftung Niedersachsen
- 2003 3sat-Preis beim Ingeborg-Bachmann-Wettbewerb in Klagenfurt
- 2006 Norbert-Conrad-Kaser-Lyrikpreis
- 2018 Peter-Huchel-Preis für Wolkenflug spielt Zerreißprobe